# Militello Rosmarino
Militello Rosmarino ist eine Stadt der Metropolitanstadt Messina in der Region Sizilien in Italien mit 1147 Einwohnern (Stand 31. Dezember 2023).

## Lage und Daten
Militello Rosmarino liegt 101 km westlich von Messina. Die Einwohner arbeiten hauptsächlich in der Landwirtschaft.
Die Nachbargemeinden sind: Alcara li Fusi, Cesarò, San Fratello, San Marco d’Alunzio, Sant’Agata di Militello und Torrenova.

## Geschichte
Der Ort wurde von den Normannen gegründet.

## Sehenswürdigkeiten
- Pfarrkirche aus dem 16. Jahrhundert